# Gnaphalopoda scissiceps
Gnaphalopoda scissiceps är en skalbaggsart som beskrevs av Blackburn 1907. Gnaphalopoda scissiceps ingår i släktet Gnaphalopoda och familjen Melolonthidae. Inga underarter finns listade i Catalogue of Life.